# Угревидная амфиума
Угревидная амфиума, или угревидный укол (лат. Amphiuma means) — вид земноводных семейства амфиумовых, обитающий в Северной Америке.

## Описание

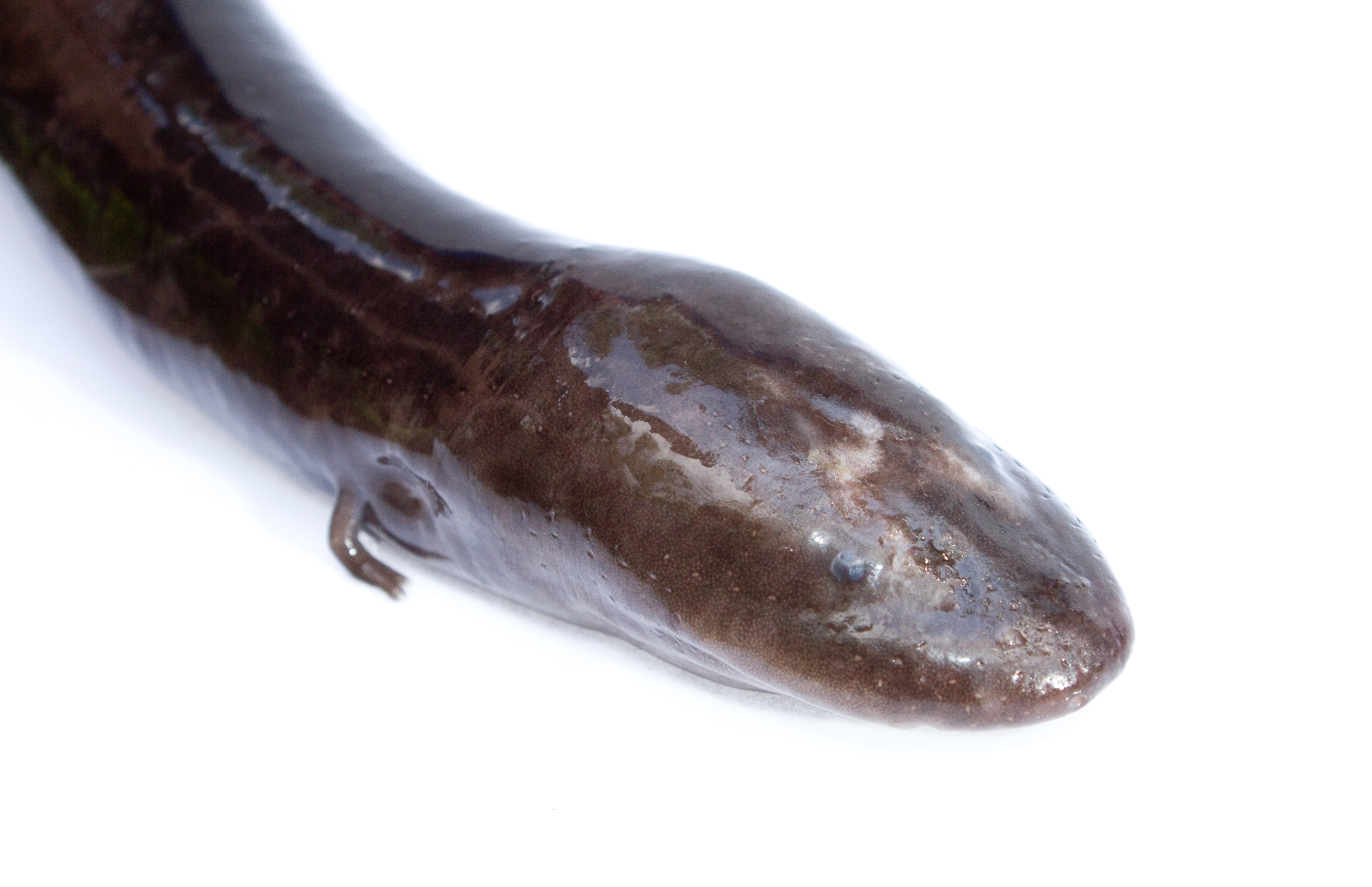
Голова

Самый крупный представитель рода. Длина тела составляет примерно от 36,8 до 76 см, встречаются также экземпляры длиной до 1,16 м. Тело сильно вытянутое, угревидное, с 57—60 (в среднем 58) костальными бороздками. Голова конической формы, в наиболее широкой части расположено по одному жаберному отверстию с каждой стороны. Морда заострённая, низкая. Верхняя челюсть заходит за нижнюю. Рот очень широкий, край доходит до половины расстояния от кончика морды до передних конечностей. Глаза мелкие, без век. По бокам головы и туловища проходят ряды органов чувств. Конечности очень мелкие, с двумя пальцами на каждой. Хвост короткий, у основания почти круглый, сверху с ребром, у конца сжат с боков и заострён. Достигает около четверти общей длины. Окраска туловища и хвоста сверху тёмно-серо-бурая, по бокам и снизу серая. В отличие от трёхпалой амфиумы, на горле отсутствует тёмное пятно.

## Ареал и места обитания
Распространена в Приатлантической и Примексиканской низменностях в Северной Америке от юго-восточной Виргинии через всю Флориду (кроме архипелага Флорида-Кис) и далее в западном направлении через южные Джорджию, Алабаму и Миссисипи до юго-восточной Луизианы к северу от озера Понтчартрейн. В Алабаме, Миссисипи и Луизиане область распространения перекрывается с ареалом трёхпалой амфиумы.
Населяет разнообразные местообитания: постоянные и временные пруды и озёра, преимущественно неглубокие и с обильной растительностью, водно-болотные угодья, болота, байу, каналы, канавы и медленнотекущие водоёмы. Часто встречается в норах раков, среди корней эйхорнии толстоножковой и под брёвнами у кромки воды. Известны находки из хаток флоридских ондатр.

## Образ жизни

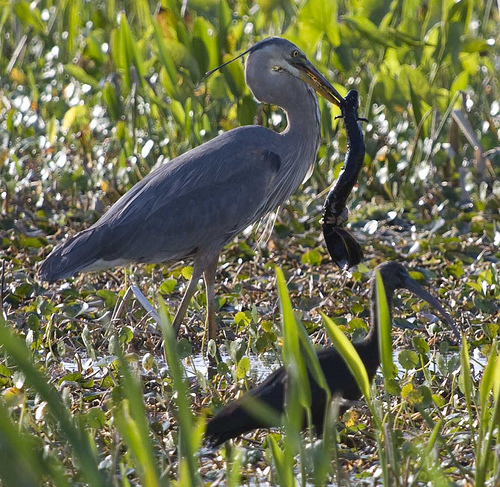
Большая голубая цапля поедает угревидную амфиуму

Живёт почти исключительно в воде, выбираясь только в очень дождливую погоду из болотистых участков на берег. В сухой сезон закапывается в грязь. Животные часто прячутся в тине или под детритом и ждут проплывающую мимо добычу, такую как насекомые, раки, рыбы, земноводные и мелкие рептилии. Может стать добычей для водных змей (иловых змей, американских ужей, водяного щитомордника), аллигаторов, птиц и выдр.
Размножаются зимой. Самки откладывают по 50—200 яиц по 9 мм в диаметре в пустоты между брёвнами и камнями под водой и охраняют кладки, обвиваясь вокруг них. Инкубация яиц занимает 5—6 месяцев. В условиях неволи амфиумы могут жить до 27 лет.

## Численность
Общая численность вида неизвестна, но считается, что она превышает 10 000 и может превышать 100 000 особей. Развитие сельского хозяйства привело к уничтожению некоторых субпопуляций, несмотря на что вид в целом считается обычным. В связи с этим Международный союз охраны природы отнёс его к «вызывающим наименьшие опасения».